# Ларедо (Техас)
Ларе́до (англ. и исп. Laredo) — город в штате Техас в США на границе с Мексикой, административный центр округа Уэбб. Население 231 470 человек (2006, в пределах административных границ города). Образует единую городскую агломерацию с расположенным на другом берегу Рио-Гранде мексиканским городом Нуэво-Ларедо; численность агломерации с пригородами по обе стороны границы — 1,17 млн человек. В Ларедо расположен крупнейший пограничный переход («внутренний порт») США, через который проходит 36 % мексиканского экспорта в США и 47 % экспорта США в Мексику.

## История
В 1755 году Томас Санчес основал новое поселение Новой Испании на Рио-Гранде, назвав его Villa de San Agustin de Laredo во славу блаженного Августина и кантабрийского города Ларедо. Изначальная этимология испанского Laredo не выяснена: его возводят как к латинским, так и к баскским источникам.
17 января 1840 года Ларедо стал столицей Республики Рио-Гранде, основанной мятежниками против режима Антонио Санта-Анны. При этом сама территория мятежной республики оставалась предметом спора между Мексикой и Республикой Техас. Состоявшееся в Ларедо конституционное собрание перевело столицу в Герреро; в марте 1840 году мексиканские войска разбили мятежников при Моралесе, а в ноябре того же года Республика Рио-Гранде окончательно пала.
В 1846 году, в начале американо-мексиканской войны город был занят техасскими рейнджерами, а по условиям мирного договора 1848 года весь левый берег Рио-Гранде перешёл к США (Республика Техас вошла в состав США в 1846 году). В 1852 году Ларедо получил устав техасского города.
Так Ларедо стал городом семи флагов. Шесть флагов — официальный символ Техаса — флаги государств, владевших землями штата (Испания, Франция, Мексика, Республика Техас, США, Конфедеративные Штаты Америки). Седьмой — флаг Республики Рио-Гранде.

## Население
По данным бюро переписи населения США, население Ларедо составило 231 470 человек. По оценке предыдущего, 2005 года, доля женщин существенно превышает долю мужчин (108 112 и 99 675, или 92 мужчины на 100 женщин; среди населения старше 18 лет — 87 мужчин на 100 женщин). 94,9 % населения относят себя к испаноязычным или латиноамериканцам (в терминологии, принятой американскими демографами). При этом 86,6 % населения относят себя к белой расе, 0,5 % — к чёрной, 0,3 % — к коренным жителям Америки.
Из 56 247 домохозяйств (семей и одиночек), 33 832 живут в собственных домах, 22 415 — снимают жильё. В среднем на одно домохозяйство приходится 3,69 человека (исключая одиночек — 4,18 человека на семью). Медианный возраст населения — 27 лет.
Средний доход семьи — 32 577 доллара в год; средний доход на душу населения — 12 269 доллара в год. 29 % жителей живут за «чертой бедности».

## Экономика
Деловая жизнь города и его населения основывается на обслуживании товарных потоков между США и Мексикой, движущихся в режиме свободной торговли (см. Североамериканская зона свободной торговли). На американской территории располагаются многочисленные склады; на мексиканской, в дополнение к ним, — приграничные производства, использующие менее дорогую, чем в США, рабочую силу — так называемые макиладоры (исп. maquiladoras). Всего в обслуживании международной торговли занято 32 % работающих; в строительстве и горной промышленности — только 5 %, в заводских производствах — 2 %. В 1996—2007 годах количество рабочих мест росло темпами от 2,5 % до 6,5 % в год; безработица в этот период снизилась с 10 % до 4 %.
Ларедо и Нуэво-Ларедо соединяют пять международных мостов — один железнодорожный и четыре автодорожных. Из них один используется исключительно грузовыми автомобилями, второй — только легковыми, третий — легковыми и малыми грузовиками, и только мост Colombia-Solidarity открыт для всех видов транспорта. Проезд и даже пеший проход по этим мостам — платные.
Уровень розничных цен и выбор потребительских товаров на американской стороне Рио-Гранде намного лучше, чем в Мексике, поэтому в Ларедо процветают розничные магазины, ориентированные на посетителей из Мексики. Крупнейший торговый центр, Mall del Norte, имеет площадь 111 000 м²; в 2009 году запланирован ввод второго центра-стотысячника.

## Интересные факты
В Ларедо происходит действие одной из сцен фильма «Клуб самоубийц, или Приключения титулованной особы» (более известного под названием «Приключения принца Флоризеля»; режиссёр: Евгений Татарский; 1981 год).